# Pradosia beardii
Pradosia beardii là một loài thực vật có hoa trong họ Hồng xiêm. Loài này được (Monach.) T.D.Penn. miêu tả khoa học đầu tiên năm 1990.